# Kėveem
Il Kėveem' (in russo Кэве́ем?) è un fiume dell'estremo oriente russo, tributario del mare della Siberia orientale. Scorre nel Čaunskij rajon del Circondario autonomo della Čukotka.
Ha origine dalla confluenza dei fiumi Levyj Kėveem (Kėveem di sinistra) e Pravyj Kėveem (Kėveem di destra); scorre con direzione mediamente settentrionale. Nel corso inferiore è diviso in diversi rami. Sfocia nella baia di Nol'de del mare della Siberia orientale. La lunghezza del fiume è di 147 km, l'area del bacino è di 5 480 km². Il suo maggior affluente è il R"yl'kyveem (lungo 58 km).
Nel corso superiore del fiume si trova il villaggio di Maiskij. Nel suo bacino ci sono riserve di oro e minerali di stagno.